# ايدا اليكسا روز وايلي
ايدا اليكسا روز وايلي (بالإنجليزية: Ida Alexa Ross Wylie)‏ روائية أسترالية. ولدت في ملبورن يوم 16 مارس من العام 1885

## روابط خارجية
- ايدا اليكسا روز وايلي على موقع IMDb (الإنجليزية)
- ايدا اليكسا روز وايلي على موقع ميوزك برينز (الإنجليزية)
- ايدا اليكسا روز وايلي على موقع أول موفي (الإنجليزية)
- ايدا اليكسا روز وايلي على موقع قاعدة بيانات الأفلام السويدية (السويدية)
- ايدا اليكسا روز وايلي على موقع قاعدة بيانات الفيلم (الإنجليزية)
- ايدا اليكسا روز وايلي على موقع كينوبويسك (الروسية)